# Urban Gliński
Urban Gliński herbu Ślepowron – chorąży bydgoski w latach 1788–1792, stolnik inowrocławski w latach 1783–1789, podstoli radziejowski w latach 1782–1783, cześnik bydgoski w latach 1775–1782.
Poseł inowrocławski na sejm 1782 roku. Sędzia sejmowy ze stanu rycerskiego w 1782 roku. 